# Erre (periodico)
Erre - Resistenze Ricerche Rivoluzioni, nota più comunemente come Erre, è stata una rivista politica a cadenza bimestrale, politicamente vicina prima alla minoranza di Rifondazione Comunista che faceva riferimento alla Quarta Internazionale e poi al movimento Sinistra Critica. Nel corso degli anni la rivista ha affrontato temi politici, sociali, sindacali, storici, culturali, ambientalisti e femministi, dandone una lettura anticapitalista. La rivista, redatta dalla casa editrice Edizioni Alegre, ha fatto parte delle Rete europea di riviste marxiste.

## Storia

### Bandiera Rossa
La rivista è l'erede di Bandiera Rossa, organo dei Gruppi Comunisti Rivoluzionari (dal 1979 Lega Comunista Rivoluzionaria), sezione italiana della Quarta Internazionale, un periodico pubblicato dal 1950 al 2002. La sua periodicità fu varia; talvolta mensile, più spesso quindicinale e, alla fine degli anni settanta - inizio anni ottanta, settimanale.
Pubblicazione a tiratura limitata (al massimo poche migliaia di copie diffuse soprattutto dai militanti o nelle librerie di sinistra delle principali città) ha anche ospitato articoli di livello culturale e politico, con firme di intellettuali anche esterni all'area trotskista.

### Nascita diErre
Nell'autunno del 2002 il gruppo politico di riferimento ha dato vita al progetto della rivista Erre, mantenendo solo un'edizione on-line di Bandiera Rossa. La rivista nasce quindi con la diffusione del numero 0 in occasione del Social Forum europeo di Firenze; il numero uno esce poi nel gennaio 2003 e, fin dall'inizio, vi scrivono diversi importanti esponenti del Partito della Rifondazione Comunista oltre che vari attivisti dei movimenti sociali e studiosi anche di livello internazionale, da allora la rivista uscirà regolarmente ogni due mesi.

### Attività
Nel 2004 alla vigilia delle elezioni europee la rivista organizza un convegno a cui partecipano tra gli altri il futuro presidente della Camera Fausto Bertinotti, il candidato alle presidenziali francesi Olivier Besancenot e il sindacalista Giorgio Cremaschi.
Dal dicembre 2007, quando nasce Sinistra Critica come organizzazione politica indipendente, la rivista ne diventa in sostanza il suo organo ufficiale.
La rivista non viene più redatta a partire dal 2013.

## Contributi pubblici
Secondo Mario Giordano, nel 2011 avrebbe ricevuto dallo stato italiano un contributo annuo di 18.000 euro.

## Principali redattori
- Salvatore Cannavò
- Lidia Cirillo
- Flavia D'Angeli
- Piero Maestri
- Luigi Malabarba
- Antonio Moscato
- Franco Turigliatto

## Personalità che vi hanno scritto
- Daniel Bensaïd
- Olivier Besancenot
- Antonio Caronia
- Noam Chomsky
- Giorgio Cremaschi
- Donatella della Porta
- Rina Gagliardi
- Alain Krivine
- Livio Maitan
- Giuliano Pisapia
- Giovanni Russo Spena
- Eric Toussaint
- Michel Warschawski
- Maurizio Zipponi